# Oligosoma infrapunctatum
Oligosoma infrapunctatum é uma espécie de réptil escamado da família Scincidae. Apenas pode ser encontrada na Nova Zelândia.